# Stabat Mater (Pärt)
Stabat Mater estonského skladatele Arvo Pärta je jedno ze zhudebnění veršovaného latinského hymnu Stabat Mater. Pärt svou skladbu z roku 1985 pojal jako vokální skladbu pro tří hlasy a tři smyčcové nástroje. Světová premiéra díla se konala 30. října 1985 ve vídeňském Konzerthausu

## Historie
Stabat Mater Arva Pärta bylo v roce 1985, kdy vzniklo, jedním ze skladatelových nejvýraznějších počinů. Svou formou a duchovním obsahem se řadí do jedné kategorie se Pärtovým Passio (Pašije podle Jana) zkomponované v roce 1982. Stabat Mater vzniklo na zakázku ku příležitosti stého výročí založení Nadace Albana Berga.
Světová premiéra se konala 30. října 1985 ve Vídeňském koncertním domě. Účinkoval Hilliard Ensemble, sólisté Gidon Kremer (housle), Nobuko Imaiová (alt), David Geringas (violoncello), řídil Paul Hillier. V roce 2008 vydal autor revidovanou verzi pro smíšený sbor a smyčcový orchestr, nová premiéra se konala 12. června 2008 opět ve Vídni, Tonkünstler Orchester řídil Kristjan Järvi.

## Struktura
Skladba je založena na rondovém principu. Hudebně má poněkud meditativní charakter s mystickou atmosférou a působí především na emoce posluchače. Sólové hlasy (soprán, tenor, kontratenor) a sólové smyčce vyjadřují bolest Panny Marie pod křížem.
Provedení skladby trvá přibližně 25–30 minut.

## Výbor z díla
- Na disku Arbos, Hilliard Ensemble – s Gidonem Kremerem, řídí Paul Hillier, ECM Records, 1986.
- Na disku Creator Spiritus, účinkuje soubor Theatre of Voices, řídí Paul Hillier, Harmonia Mundi, 2012.